# 社会惯性
在心理学和社会学中，社会惯性（英語：social inertia）指在社会或社会群体中对改变的抵抗或对稳定关系的持续。社会惯性是相对于社会变迁的概念。

## 概述
社会惯性的思想可以追溯到法国社会学家皮埃尔·布迪厄。布迪厄认为，每个人在社会空间中占据一个位置，其中包括其社会阶层、社会关系和社交网络。个体参与社会空间时，会制定一套行为、生活方式和习惯 (布迪厄称其为慣習)，它往往有助于保持现状。因此，人们被鼓励「接受社会世界，将它视为理所当然，而不是反对它；并反对它的不同甚至相反的可能性。」这可以解释社会秩序为何能长时间延续。
社会学家审视了经济和文化遗产如何跨代传播，这种传播能会导致强烈的社会惯性，哪怕是在社会进步的时期。具体来讲，布迪厄在对阿尔及利亚的研究中发现，即使在经济快速变化的时代，文化和象征性的因素也限制了社会快速适应变化的灵活性。
因此，社会惯性已经被用来解释占主导地位的社会阶层如何保持他们的地位和特权。该话题在美国一直是热议的议题。虽然总统巴拉克·奥巴马在他的第二次就职演说中重申美国对平等的机会的贡献，但诺贝尔经济学奖得主约瑟夫·斯蒂格利茨却认为，现代社会提供了平等的机会和较高的社会流动机制（例如正式的教育）只是个神话。